# Yeoju
Yeoju is een stad in de Zuid-Koreaanse provincie Gyeonggi-do. De stad telt ruim 109.000 inwoners en ligt in het midden van het land. Yeoju was eerst een district (Gun) van de provincie. In september 2013 werd Yeoju benoemd tot stad (Si). Koningin Min (later Keizerin Myeongseong), de vrouw van koning Gojong, was de laatste koningin van de Koreaanse Joseondynastie. Zij werd in 1851 geboren in Yeoju.
Steden:
Ansan · Anseong · Anyang · Bucheon · Dongducheon · Gimpo · Goyang · Gunpo · Guri · Gwacheon · Gwangju · Gwangmyeong · Hanam · Hwaseong · Icheon · Namyangju · Osan · Paju · Pocheon · Pyeongtaek · Seongnam · Siheung · Suwon (hoofdstad) · Uijeongbu · Uiwang · Yangju · Yeoju · Yongin
Districten:
Gapyeong · Yangpyeong · Yeoncheon